# Com a Corda Toda
Com A Corda Toda é o quarto álbum de estúdio do grupo musical brasileiro de punk rock Garotos Podres, lançado em 1997. 
O álbum foi editado no final de 1997 pela Paradoxx Music, e contou com a produção de Clemente dos Inocentes. A gravação ocorreu no estúdio Be Bop, em São Paulo. O álbum contém sete músicas inéditas e duas versões: "Skinhead Girl" da banda jamaicana de reggae do final dos anos 60 Symarip, e "Expulsos do Bar" da banda de punk rock portuguesa Mata-Ratos, além de quatro regravações: "Garoto Podre", "Anarkia Oi!", "Papai-Noel Velho Batuta" e "Subúrbio Operário". 
A música "Mancha" foi escolhida para ser o segundo videoclipe da banda, que contou com a participação do popular Pedro de Lara.
Este CD foi a última participação do baterista Português, que após o término das gravações abandonou o grupo.

## Faixas
| N.º | Título                                           | Compositor(es)           | Duração |  |
| 1.  | "O Mundo Não Pára de Girar!"                     | Mauro, Mao               | 3:23    |  |
| 2.  | "Mancha"                                         | Mauro, Mao, Ciro, Sukata | 2:18    |  |
| 3.  | "Apresento Mi Amigo"                             | Mauro, Mao, Sukata       | 3:06    |  |
| 4.  | "Boris Yeltsin (Depois de Duas ou Três Garrafas" | Mauro, Mao               | 2:04    |  |
| 5.  | "Expulsos do Bar"                                | M.Newton, P.Coelho       | 2:40    |  |
| 6.  | "O Que Eu Vou Ser Quando Crescer?"               | Mao                      | 2:32    |  |
| 7.  | "Skinhead Girl"                                  | Symarip                  | 3:06    |  |
| 8.  | "Arriba! Arriba!"                                | Mauro, Mao               | 2:37    |  |
| 9.  | "Zé Ninguém"                                     | Mauro, Mao, Ciro         | 2:48    |  |
| 10. | "Garoto Podre"                                   | Mao, Ciro                | 3:07    |  |
| 11. | "Anarkia Oi!"                                    | Mauro, Mao, Sukata       | 1:50    |  |
| 12. | "Papai Noel, Velho Batuta"                       | Mauro, Mao, Sukata       | 1:34    |  |
| 13. | "Subúrbio Operário"                              | Mao                      | 4:27    |  |

## Integrantes
Mao - vocal

Mauro - guitarra e vocal

Sukata - baixo e vocal

Português - bateria